# Tony Award/Bestes Musical
Seit 1949 wird bei den Tony Awards der Preis für das Beste Musical vergeben.
Bis 1970 wurden neben den Produzenten auch die Autoren und Komponisten für das beste Musical ausgezeichnet, ab 1971 nur noch die Produzenten.

## Sieger & Nominierte

### 1949–1950
| Jahr | Musical       | Preisträger                                                               | Weitere Nominierte |
| ---- | ------------- | ------------------------------------------------------------------------- | ------------------ |
| 1949 | Kiss Me, Kate | Lemuel Ayers, Cole Porter, Saint-Subber, Bella Spewack und Samuel Spewack | keine              |
| 1950 | South Pacific | Oscar Hammerstein, Leland Hayward, Joshua Logan und Richard Rodgers       | keine              |

### 1951–1960
| Jahr | Musical                          | Preisträger | Weitere Nominierte |
| ---- | -------------------------------- | --- | --- |
| 1951 | Guys and Dolls                   | Abe Burrows, Cy Feuer, Frank Loesser, Ernest H. Martin. und Jo Swerling | keine |
| 1952 | The King and I                   | Oscar Hammerstein und Richard Rodgers | keine |
| 1953 | Wonderful Town                   | Leonard Bernstein, Jerome Chodorov, Betty Comden, Joseph Fields, Robert Fryer und Adolph Green | keine |
| 1954 | Kismet                           | Alexander Borodin, Luther Davis, George Forrest, Charles Lederer und Robert Wright | keine |
| 1955 | The Pajama Game                  | George Abbott, Richard Adler, Richard Bissell, Frederick Brisson, Robert Griffith, Harold Prince und Jerry Ross                                                                                      | keine |
| 1956 | Damn Yankees                     | George Abbott, Richard Adler, Frederick Brisson, Robert Griffith, Harold Prince, Jerry Ross, Albert B. Taylor und Douglass Wallop                                                                    | Pipe Dream – Oscar Hammerstein und Richard Rodgers |
| 1957 | My Fair Lady                     | Alan Jay Lerner, Herman Levin und Frederick Loewe | Bells Are Ringing – Betty Comden, Adolph Green, Jule Styne und The Theatre Guild Candide – Leonard Bernstein, Lillian Hellman, Ethel Linder Reiner, Lester Osterman Jr. und Richard Wilbur The Most Happy Fella – Kermit Bloomgarden, Frank Loesser und Lynn Loesser |
| 1958 | The Music Man                    | Kermit Bloomgarden, Frank Productions, Herbert Greene, Franklin Lacey und Meredith Willson | West Side Story – Leonard Bernstein, Robert Griffith, Arthur Laurents, Harold Prince und Stephen Sondheim New Girl In Town – George Abbott, Robert Griffith, Bob Merrill und Harold Prince Oh, Captain! – Ray Evans, José Ferrer, Jay Livingston, Howard Merrill, Al Morgan und Theatre Corporation of America Jamaica – Harold Arlen, E. Y. Harburg, David Merrick und Fred Saidy |
| 1959 | Redhead                          | Lawrence Carr, Dorothy Fields, Herbert Fields, Robert Fryer, Albert Hague, David Shaw und Sidney Sheldon                                                                                             | Flower Drum Song – Joseph Fields, Oscar Hammerstein und Richard Rodgers La Plume de Ma Tante – Gérard Calvi, Robert Dhéry, Joseph Kipness, David Merrick, Ross Parker und Jack Hylton Production |
| 1960 | The Sound of Music und Fiorello! | Russel Crouse, Richard Halliday, Oscar Hammerstein, Leland Hayward, Howard Lindsay und Richard Rodgers George Abbott, Jerry Bock, Robert Griffith, Sheldon Harnick, Harold Prince und Jerome Weidman | Gypsy – Leland Hayward, Arthur Laurents, David Merrick, Stephen Sondheim und Jule Styne Once Upon a Mattress – Marshall Barer, Jean Eckart, William Eckart, Dean Fuller, T. Edward Hambleton, Norris Houghton, Jay Thompson und Mary Rodgers Take Me Along – David Merrick, Bob Merrill, Robert Russell Bennett und Joseph Stein                                                   |

### 1961–1970
| Jahr | Musical                                          | Preisträger | Weitere Nominierte |
| ---- | ------------------------------------------------ | --- | --- |
| 1961 | Bye, Bye Birdie                                  | Lee Adams, L. Slade Brown, Edward Padula, Michael Stewart und Charles Strouse                                      | Do Re Mi – Betty Comden, Adolph Green, Garson Kanin, David Merrick und Jule Styne Irma la Douce – Donald Albery, Alexandre Breffort, David Heneker, David Merrick, Marguerite Monnot, Julian More, Monty Norman und H. M. Tennent, Ltd.                                                                                      |
| 1962 | How to Succeed in Business Without Really Trying | Abe Burrows, Cy Feuer, Willie Gilbert, Frank Loesser, Ernest Martin und Jack Weinstock                             | Carnival – Helen Deutsch, Bob Merrill, David Merrick und Michael Stewart Milk and Honey – Don Appell, Jerry Herman und Gerard Oestreicher No Strings – Richard Rodgers und Samuel A. Taylor |
| 1963 | A Funny Thing Happened on the Way to the Forum   | Larry Gelbart, Harold Prince, Burt Shevelove und Stephen Sondheim                                                  | Little Me – Cy Coleman, Cy Feuer, Carolyn Leigh, Ernest Martin und Neil Simon Oliver! – Donald Albery, Lionel Bart und David Merrick Stop the World – I Want to Get off – Leslie Bricusse, Bernard Delfont, David Merrick und Anthony Newley                                                                                 |
| 1964 | Hello, Dolly!                                    | Jerry Herman, David Merrick und Michael Stewart                                                                    | Funny Girl – Isobel Lennart, Bob Merrill, Ray Stark und Jule Styne High Spirits – Robert Fletcher, Timothy Gray, Richard Horner, Hugh Martin und Lester Osterman She Loves Me – Jerry Bock, Sheldon Harnick Lawrence N. Kasha, Joe Masteroff, Philip C. McKenna und Harold Prince                                            |
| 1965 | Fiddler on the Roof                              | Jerry Bock, Sheldon Harnick, Harold Prince und Joseph Stein                                                        | Golden Boy – Lee Adams, Hillard Elkins, William Gibson, Clifford Odets und Charles Strouse Half a Sixpence – Beverly Cross, Harold Fielding, David Heneker, Allen Hodgdon und Stevens Productions Oh, What a Lovely War – Charles Chilton, Joan Littlewood, David Merrick und Gerry Raffles                                  |
| 1966 | Der Mann von La Mancha                           | Joe Darion, Hal James, Mitch Leigh, Albert W. Seldon und Dale Wasserman                                            | Mame – Lawrence Carr, Robert Fryer, Joseph Harris, Sylvia Harris, Jerry Herman, Jerome Lawrence und Robert E. Lee Skyscraper – Sammy Cahn, Cy Feuer, Ernest M. Martin, Peter Stone und James Van Heusen Sweet Charity – Lawrence Carr, Cy Coleman, Dorothy Fields, Robert Fryer, Joseph Harris, Sylvia Harris und Neil Simon |
| 1967 | Cabaret                                          | Fred Ebb, John Kander, Joe Masteroff, Ruth Mitchell und Harold Prince                                              | I Do! I Do! – Tom Jones, David Merrick und Harvey Schmidt The Apple Tree – Jerry Bock, Sheldon Harnick und Stuart Ostrowur Walking Happy – Sammy Cahn, Cy Feuer, Ketti Frings, O. Hirson James Van Heusen und Ernest M. Martin                                                                                               |
| 1968 | Hallelujah, Baby!                                | Betty Comden, Adolph Green, Hal James, Arthur Laurents, Jane C. Nusbaum, Albert Selden, Jule Styne und Harry Rigby | The Happy Time – Fred Ebb, John Kander, David Merrick und N. Richard Nash How Now, Dow Jones – Elmer Bernstein, Carolyn Leigh, David Merrick und Max Shulman Illya, Darling – Kermit Bloomgarden, Joe Darion, Jules Dassin und Manos Hadjidakis                                                                              |
| 1969 | 1776                                             | Sherman Edwards, Stuart Ostrow und Peter Stone                                                                     | Hair – Michael Butler, Galt MacDermot, James Rado und Gerome Ragni Promises, Promises – Burt Bacharach, Hal David, David Merrick und Neil Simon Zorba – Fred Ebb, John Kander, Harold Prince und Joseph Stein |
| 1970 | Applause                                         | Lee Adams, Betty Comden, Adolph Greene, Lawrence Kasha, Joseph Kipness und Charles Strouse                         | Coco – Frederick Brisson, Alan Jay Lerner und André Previn Purlie – Ossie Davis, Gary Geld, Peter Udell und Philip Rose |

### 1971–1980
| Jahr | Musical                | Preisträger                                                                          | Weitere Nominierte |
| ---- | ---------------------- | ------------------------------------------------------------------------------------ | --- |
| 1971 | Company                | Harold Prince                                                                        | The Me Nobody Knows – Jeff Britton The Rothschilds – Hillard Elkins und Lester Osterman |
| 1972 | Zwei Herren aus Verona | New York Shakespeare Festival und Joseph Papp                                        | Ain’t Supposed to Die a Natural Death – Emanuel Azenberg, Charles Blackwell, Robert Malina und Eugene V. Wolsk Follies – Harold Prince Grease – Maxine Fox und Kenneth Waissman                                          |
| 1973 | A Little Night Music   | Harold Prince                                                                        | Don’t Bother Me, I Can’t Cope – Arch Lustberg und Edward Padula Pippin – Stuart Ostrow Sugar – David Merrick |
| 1974 | Raisin                 | Robert Nemiroff                                                                      | Over Here! – Maxine Fox und Kenneth Waissman Seesaw – Lawrence Kasha, Joseph Kipness, James M. Nederlander, Lorin E. Price und George M. Steinbrenner III                                                                |
| 1975 | The Wiz                | Ken Harper                                                                           | Mack and Mabel – David Merrick The Lieutnant – Spofford Beadle und Joseph Kutrzeba Shenandoah – Gloria Sher, Louis K. Sher und Philip Rose                                                                               |
| 1976 | A Chorus Line          | New York Shakespeare Festival und Joseph Papp                                        | Bubbling Brown Sugar – Richard Bell, Robert M. Cooper, J. Lloyd Grant, Moe Septee, Inc. und Ashton Springer Chicago – James Cresson und Robert Fryer Pacific Overtures – Ruth Mitchell und Harold Prince                 |
| 1977 | Annie                  | Lewis M. Allen, Stephen R. Friedman, Irwin Meyer und Mike Nichols                    | Happy End – Michael Harvey und The Chelsea Theatre Center I Love My Wife – Joseph Kipness, Terry Allen Kramer und Harry Rigby Side by Side by Sondheim – Ruth Mitchell und Harold Prince                                 |
| 1978 | Ain’t Misbehavin’      | Emanuel Azenberg, Ron Dante, Dasha Epstein, Jane Gaynor und The Shubert Organization | Dancin’ – Columbia Pictures, Jules Fisher und The Shubert Organization On the Twentieth Century – Ira Bernstein, James Cresson, Robert Fryer, Joseph Harris, Mary Lea Johnson und Martin Richards Runaways – Joseph Papp |
| 1979 | Sweeney Todd           | Richard Barr, Robert Fryer, Mary Lea Johnson, Martin Richards und Charles Woodward   | Ballroom – Bob Avian, Michael Bennett, Bernhard Gersten und Susan McNair The Best Little Whorehouse in Texas – Universal Pictures They’re Playing Our Song – Emanuel Azenberg                                            |
| 1980 | Evita                  | Robert Stigwood                                                                      | A Day in Hollywood/A Night in the Ukraine – Alexander H. Cohen und Hildy Parks Barnum – Cy Coleman, Judy Gordon, Lois Rosenfield und Maurice Rosenfield Sugar Babies – Terry Allen Kramer und Harry Rigby                |

### 1981–1990
| Jahr | Musical                    | Preisträger | Weitere Nominierte |
| ---- | -------------------------- | --- | --- |
| 1981 | 42nd Street                | David Merrick | Sophisticated Ladies – Roger S. Berlind, Mannheim Fox, Sondra Gilman, Burton L. Litwin, Belwin Mills Publishing Corporation, Norzar Productions und Louise Westergaard Tintypes – Ivan Block, Richmond Crinkley, Royal Pardon Productions, Eve Skina, Larry J. Silva und Joan F. Tobin Woman of the Year- Lawrence Kasha, David S. Landay, Stewart F. Lane, James M. Nederlander, Claire Nichtern, Carole J. Shorenstein und Warner Theater Productions                                               |
| 1982 | Nine                       | Roger S. Berlind, Kenneth D. Greenblatt, Harvey J. Klaris, Francine LeFrak, James M. Nederlander und Michel Stuart                      | Dreamgirls – Bob Avian, Michael Bennett, Geffen Records und The Shubert Organization Joseph and the Amazing Technicolor Dreamcoat – Gail Berman, Zev Bufman, Melvin J. Estrin, Susan R. Rose und Sidney Shlenker Pump Boys and Dinettes – Louis Busch Hager, Dodger Productions, Marilyn Strauss, Kate Studley, Warner Theatre Productions und Max Weitzenhoffer |
| 1983 | Cats                       | David Geffen, Cameron Mackintosh, The Really Useful Company und The Shubert Organization                                                | Blues in the Night – Fred H. Krones, Mitchell Maxwell, M2 Entertainment und Alan J. Schuster Merlin – Columbia Pictures, Marvin A. Krauss, James M. Nederlander und Ivan Reitman My One and Only – Kenneth-Mark Productions, Francine LeFrak und Paramount Theatre Productions |
| 1984 | La Cage aux Folles         | Barry Brown, Allan Carr, Kenneth D. Greenblatt, Fritz Holt, Marvin A. Krauss, Stewart F. Lane, James M. Nederlander und Martin Richards | Baby – Ivan Bloch, James B. Freydberg, Kenneth-John Productions, Manuscript Productions und Suzanne J. Schwartz Sunday in the Park with George – Emanuel Azenberg und The Shubert Organization The Tap Dance Kid – Evelyn Barron, Harvey J. Klaris, Michel Stuart und Stanley White |
| 1985 | Big River                  | Dodger Productions, M. Anthony Fisher, Heidi Landesman, Rocco Landesman und Rick Steiner                                                | Grind – Jonathan Farkas, Michael Frazier, Kenneth D. Greenblatt, Mary Lea Johnson, James M. Nederlander, John J. Pomerantz, Harold Prince, Martin Richards und Susan Madden Samson Leader of the Pack – Clive Davis, Rodger Hess, John hart Associates, Richard Kagan, Francine LeFrak, Elizabeth I. McCann und Nelle Nugent Quilters – The Denver Center for the Performing Arts, The John F. Kennedy Center for the Performing Arts, The American National Theatre and Academy und Brockman Seawell |
| 1986 | The Mystery of Edwin Drood | Joseph Papp | Big Deal – Roger Berlind, Jonathan Farkas, Jerome Minskoff und The Shubert Organization Song and Dance – Cameron Macintosh, The Shubert Organization, F.W.M. Producing Group und The Really Useful Company Tango Argentino – Donald K. Donald und Mel Howard |
| 1987 | Les Misérables             | Cameron Mackintosh | Me and My Girl – Richard Armitage, Terry Allen Kramer, James M. Nederlander, Stage Promotions Limited & Co Rags – Lee Guber, Martin Heinfling und Marvin A. Krauss Starlight Express – Lord Grade und Martin Starger |
| 1988 | Das Phantom der Oper       | Cameron Mackintosh und The Really Useful Theatre Company                                                                                | Into the Woods – M. Anthony Fisher, Heidi Landesman, Rocco Landesman, Frederic H. Mayerson, Rick Steiner und Jujamcyn Theatres Romance/Romance – Harve Brosten, Jay S. Bulmash und Dasha Epstein Sarafina! – Bernard Gersten, Lincoln Center Theater, Lucille Lortel, Gregory Mosher und The Shubert Organization |
| 1989 | Jerome Robbins’ Broadway   | Emanuel Azenberg, Roger Berlind, Byron Goldman, The Shubert Organization und Suntory International Corp.                                | Black and Blue – Donald K. Donald und Mel Howard Starmites – Mary Keil, Hinks Shimberg und Steven Warnick |
| 1990 | City of Angels             | Roger Berlind, Jujamcyn Theaters, Suntory International Corp., The Shubert Organization und Nick Vanoff                                 | Aspects of Love – The Really Useful Theater Co. Grand Hotel, The Musical – Sam Crothers, Kenneth D. Greenblatt, Patty Grubman, Sander Jacobs, Mary Lea Johnson, Jujamcyn Theaters, Marvin A. Krauss, Paramount Pictures und Martin Richards Meet Me in St. Louis – Brickhill-Burke Productions, EPI Products und Christopher Seabrooke |

### 1991–2000
| Jahr | Musical                 | Preisträger | Weitere Nominierte |
| ---- | ----------------------- | --- | --- |
| 1991 | The Will Rogers Follies | Pierre Cossette, Sam Crothers, Stewart F. Lane, Japan Satellite Broadcasting, James M. Nederlander, Martin Richards und Max Weitzenhoffer | Miss Saigon – Cameron Mackintosh Once on This Island – The Shubert Organization, Capital Cities/ABC, Suntory International, James Walsh Playwrights Horizons The Secret Garden – Dodger Productions, Jujamcyn Theaters, Heidi Landesman, Frederic H. Mayerson, Rick Steiner, TV Asahi und Elizabeth Williams |
| 1992 | Crazy for You           | Roger Horchow und Elizabeth Williams | Falsettos – Barry Weissler und Fran Weissler Five Guys Named Moe – Cameron Mackintosh Jelly’s Last Jam – Herb Alpert, Roger Hess, Jujamcyn Theaters/TV Asahi, Pamela Koslow, Margo Lion, PolyGram Diversified Entertainment und 126 Second Avenue Corp./Hal Luftig |
| 1993 | Kuß der Spinnenfrau     | The Live Entertainment Corp. of Canada/Garth Drabinsky                                                                                    | Blood Brothers – Bill Kenwright The Goodbye Girl – Emanuel Azenberg, Richard Kagan, Stewart F. Lane, Gladys Nederlander, James M. Nederlander und Office Two-One Inc. The Who’s Tommy – Dodger Productions, Kardana Productions, Inc. und Pace Theatrical Group |
| 1994 | Passion                 | Roger Berlind, The Shubert Organization, Capital Cities/ABC und Scott Rudin                                                               | A Grand Night for Singing – Artistic Director, Todd Haimes und Roundabout Theatre Co. Die Schöne und das Biest – Walt Disney Theatrical Productions/Robert McTyre und Ron Logan Cyrano: The Musical – Joop van den Ende und Peter T. Kulok |
| 1995 | Sunset Boulevard        | The Really Useful Company | Smokey Joe’s Cafe – Steven Baruch, Center Theatre Group/Ahmanson Theatre/Gordon Davidson, Richard Frankel, Jujamcyn Theaters/Jack Viertel, Frederic H. Mayerson, Rick Steiner und Thomas Viertel |
| 1996 | Rent                    | Allan S. Gordon, Kevin McCollum, The New York Theatre Workshop und Jeffrey Seller                                                         | Bring in ’da Noise/Bring in ’da Funk – The Joseph Papp Public Theater/New York Shakespeare Festival, Joey Parnes und George C. Wolfe Chronicle of a Death Foretold – Andre Bishop, Bernard Gersten, INTAR Hispanic Arts Center und Lincoln Center Theater Swinging on a Star – Angels of the Arts, Paul B. Berkowsky, Mary Burke Kramer und Richard Seader |
| 1997 | Titanic – Das Musical   | Dodger Endemol Theatricals, Kennedy Center for the Performing Arts und Richard S. Pechter                                                 | Juan Darien – Andre Bishop, Bernard Gersten, Lincoln Center Theatre und Music-Theatre Group Steel Pier – Roger Berlind The Life – Roger Berlind, Cy Coleman, Sam Crothers und Martin Richards |
| 1998 | Der König der Löwen     | The Walt Disney Company | Ragtime – Livent (U.S.) Inc. Side Show – Emanuel Azenberg, Janice McKenna, Joseph Nederlander, Scott Nederlander und Herschel Waxman Das scharlachrote Siegel – Pierre Cossette, Ted Forstmann, Bill Haber, Hallmark Entertainment und Kathleen Raitt |
| 1999 | Fosse                   | Livent (U.S.) Inc. | The Civil War – Pierre Cossette, Bomurwil Productions, Jujamcyn Theatres, PACE Theatrical Group/SFX Entertainment und Kathleen Raitt It Ain’t Nothin’ But the Blues – CTM Productions, Lawrence Horowitz, Eric Krebs, Jonathan Reinis, Anne Squadron, Anita Waxman, Elizabeth Williams, Lincoln Center Theater, Crossroads Theatre Company, San Diego Repertory Theatre, Alabama Shakespeare Festival Parade – Andre Bishop, Bernard Gersten, Lincoln Center Theater und Livent Inc.                                                           |
| 2000 | Contact                 | Andre Bishop, Bernard Gersten und Lincoln Center Theater                                                                                  | James Joyce’s The Dead – Gregory Mosher, Playwrights Horizons, Tim Sanford und Arielle Tepper Swing! – Steven Baruch, BB Promotion, Richard Frankel, Marc Routh, Tom Viertel, Lorie Cowen Levy/Stanley Shopkorn, Jujamcyn Theaters, Dede Harris/Jeslo Productions, Libby Adler Mages/Mari Glick, Douglas L. Meyer/James D. Stern, PACE Theatrical Group/SFX Theatrical Group The Wild Party – Roger Berlind, The Joseph Papp Public Theater/New York Shakespeare Festival, Scott Rudin/Paramount Pictures, Williams/Waxman und George C. Wolfe |

### 2001–2010
| Jahr | Musical                  | Preisträger | Weitere Nominierte |
| ---- | ------------------------ | --- | --- |
| 2001 | The Producers            | Mel Brooks, Rocco Landesman, SFX Theatrical Group, The Frankel-Baruch-Viertel-Routh Group, Robert F. X. Sillerman, Rick Steiner, James D. Stern/Douglas Meyer, Bob Weinstein und Harvey Weinstein | A Class Act – Marty Bell, Chase Mishkin, Arielle Tepper und Manhattan Theatre Club The Full Monty – Fox Searchlight Pictures, Thomas Hall und Lindsay Law Jane Eyre – Pamela Koslow, Jennifer Manocherian, Carolyn Kim McCarthy, Margaret McFeeley Golden, Annette Niemtzow und Janet Robinson |
| 2002 | Thoroughly Modern Millie | Whoopi Goldberg, Fox Theatricals, Independent Presenters Network, Stewart F. Lane, Mick Leavitt, Hal Luftig, L. Mages/M. Glick, James L. Nederlander, Bernstein/Manocherian/Dramatic Forces und John York Noble | Mamma Mia! – Judy Craymer, Richard East und Björn Ulvaeus Sweet Smell of Success – Marty Bell, Bob Boyett, David Brown, Clear Channel Entertainment, Joan Cullman, East of Doheny, Roy Furman, Ernest Lehman, Martin Richards, Bob Weinstein und Harvey Weinstein Pinkelstadt – The Araca Group, Dodger Theatricals, Lauren Mitchell und TheaterDreams, Inc. |
| 2003 | Hairspray                | Adam Epstein, The Baruch-Viertel-Routh-Frankel Group, Margo Lion, James D. Stern/Douglas L. Meyer, Rick Steiner/Frederic H. Mayerson, SEL & GFO, New Line Cinema, Clear Channel Entertainment, A. Gordon/E. McAllister, D. Harris/M. Swinsky, J. & B. Osher | Amour – The Shubert Organization, Jean Doumanian Productions, Inc., USA Ostar Theatricals A Year with Frog and Toad – Bob Boyett, Roy Furman, Michael Gardner, Lawrence Horowitz, Adrianne Lobel, Scott E. Nederlander und The Children’s Theatre Company Movin’ Out – Emanuel Azenberg, Terry Allen Kramer, Hal Luftig, James L. Nederlander, Scott E. Nederlander und Clear Channel Entertainment |
| 2004 | Avenue Q                 | Robyn Goodman, Kevin McCollum, Jeffrey Seller, The New Group und Vineyard Theatre, | Caroline, or Change – Roger Berlind, Clear Channel Entertainment, Joan Cullman, Freddy DeMann, Fox Theatricals/Manocherian/Bergère, HBO Films, Jujamcyn Theaters, Carole Shorenstein Hays, Scott Rudin, Hendel/Morten/Wiesenfeld, Greg Holland/Scott Nederlander, Margo Lion, Daryl Roth, Zollo/Sine und The Public Theater The Boy from Oz – Ben Gannon und Robert Fox Wicked – Jon B. Platt, Marc Platt, David Stone, Universal Pictures und The Araca Group |
| 2005 | Monty Python’s Spamalot  | Boyett Ostar Productions, Clear Channel Entertainment, The Shubert Organization, Arielle Tepper, Stephanie McClelland/Lawrence Horowitz, Elan V. McAllister/Allan S. Gordon, Independent Presenters Network, Roy Furman, GRS Associates, Jam Theatricals und TGA Entertainment | Dirty Rotten Scoundrels – Marty Bell, David Brown, Aldo Scrofani, Roy Furman, Dede Harris, Amanda Lipitz, Greg Smith, Ruth Hendel, Chase Mishkin, Barry Tatelman, Susan Tatelman, Debra Black, Sharon Karmazin, Joyce Schweickert, Bernie Abrams/Michael Speyer, Barbara Whitman, Weissberger Theater Group/Jay Harris, Cheryl Wiesenfeld/Jean Cheever, Clear Channel Entertainment, Harvey Weinstein, MGM on Stage/Darcie Denkert und Dean Stolber The Light in the Piazza – Andre Bishop, Bernard Gersten und Lincoln Center Theater The 25th Annual Putnam County Spelling Bee – Barrington Stage Company, Patrick Catullo, James L. Nederlander, Second Stage Theatre, David Stone und Barbara Whitman |
| 2006 | Jersey Boys              | Dodger Theatricals, Joseph J. Grano, Kevin Kinsella, Tamara Kinsella, Latitude Link, Pelican Group und Rick Steiner/Osher/Staton/Bell/Mayerson Group | Die Farbe Lila – Andrew Asnes, Creative Battery, Anna Fantaci, Roy Furman, Independent Presenters Network, Todd Johnson, Quincy Jones, Jan Kallish, Cheryl Lachowicz, David Lowy, Stephanie P. McClelland, Nederlander Presentations, Inc., Scott Sanders, Bob Weinstein, Harvey Weinstein, Oprah Winfrey, Gary Winnick und Adam Zotovich The Drowsy Chaperone – Boyett Ostar Productions, Barbara Freitag, Jill Furman, Stephanie P. McClelland, Kevin McCollum und Roy Miller The Wedding Singer – Jay Furman, Roy Furman, Michel Gill, Lawrence Horowitz, Jam Theatricals, Jujamcyn Theaters, Margo Lion, New Line Cinema, The Araca Group, Douglas L. Meyer/James D. Stern, Rick Steiner/The Staton Bell Osher Mayerson Group, Rhoda Mayerson, Marisa Sechrest, Gary Winnick, Dancap Productions, Inc. und Élan V. McAllister/Allan S. Gordon/Adam Epstein   |
| 2007 | Spring Awakening         | Ira Pittelman, Tom Hulce, Jeffrey Richards, Jerry Frankel, Atlantic Theater Company, Jeffrey Sine, Freddy DeMann, Max Cooper, Mort Swinsky/Cindy Gutterman, Jay Gutterman/Joe McGinnis/Judith Ann Abrams, ZenDog Productions/CarJac Productions, Aron Bergson Productions/Jennifer Manocherian/Ted Snowdon, Harold Thau/Terry Schnuck/Cold Spring Productions, Amanda Dubois/Elizabeth Eynon Wetherell, Jennifer Maloney/Tamara Tunie/Joe Cilibrasi/StyleFour Productions | Curtains – Jane Bergere, Roger Berlind, Center Theatre Group, Ted Hartley, Roger Horchow und Daryl Roth Grey Gardens – Michael Alden, East of Doheny, Playwrights Horizons, Edwin W. Schloss, Staunch Entertainment und Randall Wreghitt/Mort Swinsky Mary Poppins – The Walt Disney Company und Cameron Mackintosh |
| 2008 | In the Heights           | Kevin McCollum, Sonny Everett/Mike Skipper, Peter Fine, Jill Furman, Robyn Goodman/Walt Grossman, Sander Jacobs und Jeffrey Seller | Cry-Baby – Adam Epstein, Allan S. Gordon, Élan V. McAllister, Brian Grazer, James P. MacGilvray, Universal Pictures Stage Productions, Anne Caruso, Adam S. Gordon, Latitude Link, The Pelican Group, Philip Morgaman und Andrew Farber/Richard Mishaan Passing Strange – The Shubert Organization, Elizabeth Ireland McCann LLC, Bill Kenwright, Chase Mishkin, Barbara & Buddy Freitag, Broadway Across America, Emily Fisher Landau, Peter May, Boyett Ostar, Larry Hirschhorn, Janet Pailet/Steve Klein, Elie Hirschfeld/Jed Bernstein, Spring Sirkin/Ruth Hendel, Vasi Laurence/Pat Flicker Addiss, Wendy Federman/Jackie Barlia Florin, Joey Parnes, The Public Theater und The Berkeley Repertory Theatre Xanadu – Robert Ahrens, Sarah Murchison, Dale Smith, Tara Smith, B. Swibel und Dan Vickery                                                      |
| 2009 | Billy Elliot             | Universal Pictures Stage Productions, Working Title Films, Old Vic Productions und Weinstein Live Entertainment | Next to Normal – David Stone, James L. Nederlander, Barbara Whitman, Patrick Catullo, Second Stage Theatre, Carole Rothman und Ellen Richard Rock of Ages – Matthew Weaver, Carl Levin, Jeff Davis, Barry Habib, Scott Prisand, Relativity Media, Corner Store Fund, Janet Billig Rich, Hillary Weaver, Toni Habib, Paula Davis, Simon Bergson, Stefany Bergson, Jennifer Maloney, Charles Rolecek, Susanne Brook, Israel Wolfson, Sara Katz, Jayson Raitt, Max Gottlieb, David Kaufman, Jay Franks, Mike Wittlin, Prospect Pictures, Laura Smith, Bill Bodnar, Happy Walters, Michele Caro und The Araca Group Shrek – Dreamworks Theatricals und Neal Street Productions |
| 2010 | Memphis                  | Junkyard Dog Productions, Barbara Freitag, Buddy Freitag, Marleen Alhadeff, Kenny Alhadeff, Latitude Link, Jim Blair, Susan Blair, Demos Bizar Entertainment, Land Line Productions, Apples and Oranges Productions, Dave Copley, Dancap Productions, Inc., Alex Lukianov, Katya Lukianov, Tony Ponturo, 2 Guys Productions, Richard Winkler, Lauren Doll, Eric Gardiner, Marsi Gardiner, Linda Potter, Bill Potter, Broadway Across America, Jocko Productions, Patty Baker, Dan Frishwasser, Bob Bartner/Scott and Kaylin Union, Loraine Boyle/Chase Mishkin, Remmel T. Dickinson/Memphis Orpheum Group, ShadowCatcher Entertainment/Vijay Vashee und Sita Vashee | American Idiot – Tom Hulce, Ira Pittelman, Ruth Hendel, Steven Hendel, Vivek J. Tiwary, Gary Kaplan, Aged in Wood, Burnt Umber, Scott Delman, Latitude Link, HOP Theatricals, Jeffrey Finn, Larry Welk, Bensinger Filerman, Moellenberg Taylor, Allan S. Gordon/Élan V. McAllister, Berkeley Repertory Theatre, Awaken Entertainment, John Pinckard und John Domo Fela! – Shawn „Jay-Z“ Carter, Will Smith, Jada Pinkett Smith, Ruth Hendel, Stephen Hendel, Roy Gabay, Sony Pictures Entertainment, Edward Tyler Nahem, Slava Smolokowski, Chip Meyrelles/Ken Greiner, Douglas G. Smith, Steve Semlitz/Cathy Glaser, Daryl Roth/True Love Productions, Susan Dietz/Mort Swinsky, Knitting Factory Entertainment Million Dollar Quartet – Relevant Theatricals, John Cossette Productions, American Pop Anthology, Broadway Across America, James L. Nederlander |

### 2011–2019
| Jahr | Musical                                | Preisträger | Weitere Nominierte                                                     |
| ---- | -------------------------------------- | ----------- | ---------------------------------------------------------------------- |
| 2011 | The Book of Mormon                     |             | Catch Me If You Can The Scottsboro Boys Sister Act                     |
| 2012 | Once                                   |             | Leap of Faith Newsies Nice Work If You Can Get It                      |
| 2013 | Kinky Boots                            |             | MatildaBring it on A Christmas Story                                   |
| 2014 | A Gentleman’s Guide to Love and Murder |             | After Midnight Aladdin Beautiful: The Carole King Musical              |
| 2015 | Fun Home                               |             | An American in Paris Something Rotten! The Visit                       |
| 2016 | Hamilton                               |             | Bright Star School of Rock Shuffle Along Waitress                      |
| 2017 | Dear Evan Hansen                       |             | Come From Away Groundhog Day Natasha, Pierre & The Great Comet of 1812 |
| 2018 | The Band’s Visit                       |             | Frozen Mean Girls SpongeBob Squarepants                                |
| 2019 | Hadestown                              |             | Ain’t Too Proud Beetlejuice The Prom Tootsie                           |

### Seit 2020
| Jahr      | Musical         | Preisträger | Weitere Nominierte                                                                 |
| --------- | --------------- | ----------- | ---------------------------------------------------------------------------------- |
| 2020/2021 | Moulin Rouge!   |             | Jagged Little Pill Tina                                                            |
| 2022      | A Strange Loop  |             | Girl from the North Country MJ Mr. Saturday Night Paradise Square SIX: The Musical |
| 2023      | Kimberly Akimbo |             | & Juliet New York, New York Shucked Some Like It Hot                               |
| 2024      | The Outsiders   |             | Hell’s Kitchen Illinoise Suffs Water for Elephants                                 |